# Аннобон
1°25′00″ пд. ш. 5°38′00″ сх. д. / 1.4166666666667° пд. ш. 5.6333333333333° сх. д.
Аннобон  (ісп. Provincia de Annobón; порт. Ano-Bom)
що раніше називався Anno Bom або Annabona

 —  провінція (найменша провінція як за площею, так і за населенням) Екваторіальної Гвінеї, що складається з острова Аннобон, який раніше також називався Пігалу або Пагалу, і пов'язаних з ним острівців у Гвінейській затоці. 
Згідно з переписом 2015 року, в Аннобоні проживало 5314 мешканців. 
Офіційна мова — іспанська, але більшість жителів говорять на креольському варіанті португальської. Основними галузями промисловості острова є рибальство та лісове господарство.
Аннобон - єдиний острів країни, розташований у Південній півкулі Атлантичного океану. 
Столиця провінції — Сан-Антоніо-де-Пале на півночі острова; інше місто - Мабана, раніше відоме як Сан-Педро. Рейд відносно безпечний, і деякі судна користуються ним, щоб отримати воду і свіжі продукти, яких Аннобон пропонує вдосталь. 

Тим не менш, з рештрю Екваторіальної Гвінеї не існує регулярного морського сполучення, і судна заходять не частіше, ніж раз на кілька місяців.

## Назва
Аннобон отримав свою назву від порт. Ano Bom (букв.  «Гарний рік»). 
Був названий на честь дати його відкриття португальцями в день Нового року (порт. Dia do Ano Bom) в 1473 році. 

В останні роки правління адміністрації Франсіско Масіаса Нгеми острів називався Пігалу і Пагалу, від португальського papagaio (папуга). 
Іспанською мовою він відомий як Provincia de Annobón. 

## Географія та геологія
Аннобон — згаслий вулкан, розташований на межі Камерунської лінії приблизно за 350 км на захід від мису Лопес в Габоні та за 180 км на південний захід від острова Сан-Томе. 

Головний острів має розміри близько 6,4 км завдовжки та 3,2 км завширшки, 

з площею близько 17 км², 
 
його оточує низка невеликих скелястих острівців, у тому числі Сантарен на півдні. 
Його центральне кратерне озеро називається Лаго-А-Пот, а найвища вершина — Кіовео, висота якої 598 м. 
Острів характеризується низкою пишних долин і крутих гір, покритих густими лісами та пишною рослинністю. 

Часто вважають, що Аннобон розташовується у Гвінейській затоці, 

як і сусідні острови Сан-Томе і Принсіпі, але формальна межа Гвінейської затоки, встановлена Міжнародною гідрографічною організацією, фактично проходить на північ від неї. 

## Історія
Острів відкрили португальці 1 січня 1473 року; від цієї дати він отримав свою назву (Новий рік). 

Проте іспанський дослідник Дієго Рамірес де ла Діас вперше помітив острів у 1470 році і назвав його Сан-Антоніо. 
 
Очевидно, він був безлюдним, поки не був колонізований португальцями з 1474, в основному африканцями з Анголи через острів Сан-Томе. 
Ці раби (яких португальці називали escravos de regate) вважаються першими постійними жителями Аннобона.

Починаючи з початку шістнадцятого століття, багато з цих рабів, які тепер одружувалися з білими, породили наступні покоління аннобонців, яких називали форрос (раби, які збираються стати вільними). 
Форрос почав розвивати свою індивідуальність та соціально-економічні повноваження. 
У цей період також з'явилася креольська аннобонська мова. 

Острів було передано Іспанії за договором Ель-Пардо 1778 року. 
Договір надав Іспанії контроль над португальськими островами Аннобон і Фернандо-По (нині Біоко) та узбережжям Гвінеї між Нігером та Огове в обмін на згоду Іспанії з португальською окупацією територій у Бразилії на захід від лінії, встановленої Договором у Тордесільясі. 
Утворена таким чином іспанська колонія зрештою буде відома як Іспанська Гвінея.
Населення острова було вороже налаштоване щодо іспанців. 
Коли був піднятий іспанський прапор, щоб підтвердити суверенітет Іспанії, остров'яни повстали проти новоприбулих, частково тому, що вони вважалися єретиками через те, що поміщали собак на свій прапор (насправді малюнок є левами). 
Вони вигнали їх відповідно до традиції кидати відьом у море. 

Настав стан анархії, що призвело до угоди, згідно з яким островом управляла група з п'яти тубільців, кожен з яких обіймав посаду губернатора протягом періоду, що тривав доти, поки десять кораблів не висадилися на острові. 
 
Поки діяв автономний уряд на острів претендували як Іспанія, і Португалія, 

поки влада Іспанії не була відновлена у другій половині 19 століття. 

Острів ненадовго став частиною колонії Елобей, Аннобон та Кориско до 1909 року.
Британці збудували форт Святого Антонія в 1801 році, який зрештою був визнаний шляхом оренди в іспанського уряду в 1827 році. 
База використовувалася британцями контролю за работоргівлею в Атлантиці.
В останні роки правління Франсиско Масіаса Нгеми, першого президента Екваторіальної Гвінеї острів називався Пігалу або Пагалу. 
Населення Екваторіальної Гвінеї ставилося до них з упередженням, і деякі з них почали вступати до сепаратистських рухів. 
1993 року центральний уряд ізолював острів, вигнавши іноземців, включаючи гуманітарні організації. 
Населення збунтувалося та напало на резиденцію губернатора. 
Уряд відповів двома позасудовими стратами. 
Міжнародний тиск послабив бойові дії, і політичних в'язнів було звільнено. 

В основному через цей невеликий острів Екваторіальна Гвінея запросила статус спостерігача відразу після того, як у 1996 році було сформовано Співдружність португаломовних країн, що призвело до візиту до Екваторіальної Гвінеї в 1998 році міністра закордонних справ Португалії Хайме Жама. 

Його історична, етнографічна та релігійна ідентичність відбита на прапорі провінції. 
У 2006 році Екваторіальна Гвінея здобула статус спостерігача за підтримки Сан-Томе і Принсіпі, вона продовжувала лобіювати, щоб стати повноправним членом, всупереч міжнародному тиску, який хотів ізолювати країну через порушення прав людини, ставши повноправним членом у 2014 році з дуже активною підтримкою португаломовної Африки та з відновленням португальської мови як офіційної мови. 

## Флора і фауна

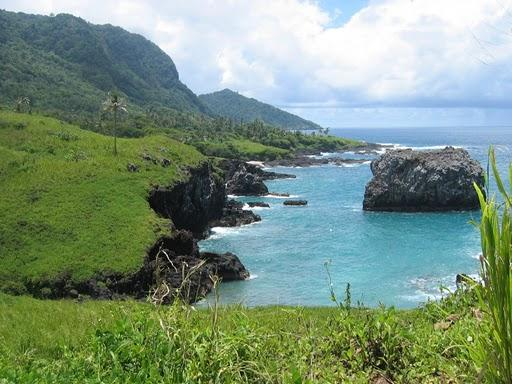
Аннобон у 2011 році

Спочатку цей невеликий екваторіальний острів за 335 кілометрів від узбережжя Габона був безлюдним і мав велику біологічну різноманітність. 
Під час колонізації остров'яни використовували плоти або «каюко» (човни, схожі на каное) і полювали на горбатих китів, дитинчат китів та інших китоподібних з гарпунами неподалік острова.
Птахи-ендеміки: Zosterops griseovirescens, Terpsiphone smithii. На острові мешкає 29 видів птахів, а також 2 види кажанів (1 ендемічний); плазуни (5 видів-ендеміків): 1 вид змій, 3 — геконів, 2 — ящірок, 3 — морських черепах; річкова риба: 18 видів (1 — ендемік); комарі, скорпіони та величезні багатоніжки.
До інтродукованих домашніх тварин належать риби, цесарки, щури, собаки та кішки. 
На острові немає місцевих хижаків-ссавців. 
Акули водяться у навколишньому морі.
Існує 208 видів судинних рослин (з яких 15% є ендеміками), у тому числі баобаби, сейба (використовуються для будівництва каюко), фікуси, папороті та деревоподібні папороті, а також мохи.

## Адміністрація
Столиця провінції - Сан-Антоніо-де-Пале (колишній Сент-Ентоні). На острові є два муніципалітети: Сан-Антоніо-де-Пале та Мабана; 
і три громадські ради (Consells de Poblados): Анганчі, Ауал і Мабана.

## Населення
Жителі острова мають змішане португальсько-ангольське походження з деякою домішкою іспанців. 
Ранні антиіспанські настрої у поєднанні з ізоляцією від материкової частини Екваторіальної Гвінеї та близькістю Сан-Томе та Принсіпі, що знаходиться всього за 175 км від острова, допомогли зберегти культурні зв'язки острова з Португалією. 
Його культура дуже схожа на культуру Сан-Томе та афро-португальських народів Африки 
 
Населення католицьке, хоча і з деякими формами синкретизму, а релігійність залишається головною рисою місцевого способу життя. 

Населення острова, за оцінками, становило 3000 осіб упродовж більшої частини 19 століття. 

## Мови
Основною мовою острова є португальська креольська мова, відома як аннобонська. 

Португальська креольська активно використовується в Аннобоні. 
Вона поширена у всіх галузях, крім уряду та освіти, де використовується іспанська мова. 
В Аннобоні мало говорять іспанською. 
Некреолізована португальська мова використовується місцевими католиками як літургійна мова. 

У лютому 2012 року міністр закордонних справ Екваторіальної Гвінеї підписав угоду з IILP (Міжнародний інститут португальської мови) про просування португальської мови в Екваторіальній Гвінеї.

Прийняття португальської мови відбулось за указом президента Екваторіальної Гвінеї від 13 липня 2007 року та прийняттям Конституційного закону 2010 року, згідно з яким португальська мова була визнана офіційною мовою Республіки. 

## Економіка
Аннобон має стратегічне значення для Екваторіальної Гвінеї, оскільки уряд Екваторіальної Гвінеї претендує на велику морську територію на південь від Сан-Томе та Принсіпі (який сам знаходиться на південь від основної суші Екваторіальної Гвінеї). 
Нафта у Гвінейській затоці становить понад 80% економіки Екваторіальної Гвінеї, проте деякі передбачали, що поточні запаси закінчаться до 2020 року. 
Хоча зараз буріння в Сан-Томі не ведеться, його запаси оцінюються в 34 мільярди барелів (5 400 000 000 м³) нафти у межах морських кордонів. Екваторіальна Гвінея претендує на право розвідки та видобутку вуглеводнів на величезній ділянці моря, що оточує Аннобон, який простягається від 1° північної широти до майже 5° N та від 2° до 7° E, що більше, ніж вся суша та море в межах решти Екваторіальної Гвінеї.

## Екологія
Згідно з різними джерелами,

є свідчення великомасштабного поховання токсичних відходів на віддаленому острові Аннобон, принаймні у 1980-х та 1990-х роках. 
Німецьке видання Der Spiegel від 28 серпня 2006 року повідомило, що уряд Екваторіальної Гвінеї продав компаніям Великої Британії та США дозволи на поховання 10 мільйонів метричних тонн токсичних відходів та 7 мільйонів метричних тонн радіоактивних відходів на острові Аннобон. 
Теодоро Обіанг Нгема Мбасого, президент Екваторіальної Гвінеї, нібито отримує 200 мільйонів доларів США на рік за продовження дозволів, у той час, як населення Аннобона живе у крайній бідності. 
У звіті також наведено докази того, що вся екосистема острова ось-ось рухне через масові скидання відходів.